# Advent (Cornwall)
Advent (kornisch: Adhwen) ist ein sogenanntes Civil Parish (entsprechend der deutschen Gemeinde) in Cornwall im Südwesten Englands. Die Gemeinde liegt im Norden von Cornwall nördlich des Bodmin Moor nahe der Stadt Camelford.

## Geographie
Advent liegt im Südwesten Englands in Cornwall im Landesinneren. Die Gemeinde erstreckt sich dabei im nordöstlichen Teil des Bodmin Moor und befindet sich damit im Norden Cornwalls. Die Gemeinde umfasst das südlich bis östliche Umland der Kleinstadt Camelford. Die Hauptsiedlungen der Gemeinde sind Tresinney, Pencarrow und Watergate und liegen jeweils südlich von Camelford und damit im westlichen Teil der Gemeinde. Weitere Einzelsiedlungen befinden verstreut auf dem übrigen Gebiet der Gemeinde. Die südliche Grenze der Gemeinde verläuft entlang einiger Entwässerungskanäle des Moores und entlang des Stannon Lake, im Osten erstreckt sich die Gemeinde bis zum Crowdy Reservoir und der RAF Davidstow.
Naturräumlich ist vor allem der westliche Teil der Gemeinde von Feldern geprägt. Im Norden befindet sich mit der Kernick’s Plantation ein Wäldchen, ganz im Westen verläuft der River Camel durch die Gemeinde. Dessen Flussbett steht als Site of Special Scientific Interest River Camel Valley and Tributaries sowie als Special Area of Conservation unter Naturschutz. Der Osten und Süden sind von den Ausläufern des Bodmin Moor geprägt (Lower Moor). Mit der Lower Moor Plantation, der Roughtor Plantation und den Davidstow Woods liegen dort drei kleine Wälder, ganz im Osten liegen auch Ausläufer der Crowdy Marsh rund um das gleichnamige Reservoir und des Davidstow Moor im Gebiet um die RAF Davidstow. Die Crowdy Marsh ist ebenfalls eine Special Area of Conservation, gleichzeitig gehören die südlichen und östlichen Teile des Gemeindegebiets teilweise zur Cornwall AONB, oder befindet sich als Site of Special Scientific Interest Bodmin Moor, North unter Naturschutz. Dieses Areal ist bis zu einem gewissen Grad touristisch erschlossen.
Insgesamt umfasst die Gemeinde ein Gebiet von über 16 Quadratkilometern. Verwaltungsgeographisch gehört das Civil Parish zur Unitary Authority Cornwalls, historisch war es Teil des 2009 aufgelösten Districts North Cornwall. Neben Camelford im Norden sind Michaelstow im Westen, St. Breward im Süden und Davidstow im Osten Nachbargemeinden von Advent. Wahlkreisgeographisch gehört das Gebiet zum britischen Wahlkreis Cornwall North.

## Geschichte
Advent war bereits in den vergangenen Jahrhunderten landwirtschaftlich geprägt, wenngleich der Steinbruch ebenfalls eine gewisse Rolle spielte. Die Grenzen veränderten sich im Laufe der Zeit ein wenig, doch die grobe Ausdehnung zwischen Camelford im Norden, dem Moor im Süden, etwa dem Flussbett des River Camel im Westen und dem Gebiet um die heutige RAF Davidstow blieben weitgehend bestehen.
| Jahr      | 1801 | 1811 | 1821 | 1831 | 1841 | 1851 | 1861          | 1871 | 1881 | 1891 | 1901 | 1911 | 1921 | 1931 | 1941 | 1951 | 1961 | 1971 | 1981 | 1991 | 2001 | 2011 |
| --------- | ---- | ---- | ---- | ---- | ---- | ---- | ------------- | ---- | ---- | ---- | ---- | ---- | ---- | ---- | ---- | ---- | ---- | ---- | ---- | ---- | ---- | ---- |
| Einwohner | 170  | 219  | 229  | 244  | 291  | 252  | 208? (Anm. 1) | 246  | 223  | 200  | 182  | 205  | 199  | 219  | ?    | 195  | 189  | ?    | ?    | ?    | ?    | 189  |

## Infrastruktur
Von Bedeutung für die regionale Wasserversorgung im Norden Cornwalls sind der Stannon Lake und das Crowdy Reservoir. Mit den Lowermoor Water Treatment Works befindet sich im östlicheren Teil der Gemeinde auch eine Wasseraufbereitungsanlage. Der Stannon Lake befindet sich seit 2010 auf dem Gebiet der sogenannten Stannon Quarry, die als Steinbruch für Kaolin vom Bergbaukonzern Imerys bis 2002 betrieben und 2008 vom Wasserversorger South West Water gekauft wurde. Daneben befinden sich mehrere Windkraftanlagen auf dem Gebiet der Gemeinde.

## Verkehr
Die Gemeinde Advent ist durch einige kleine Straßen mit den umliegenden Gemeinden, Orten und Städten verbunden. Überregionale Bedeutung hat die A39 road, die nördlich der Gemeinde durch Camelford verläuft. Eine regionale Landstraße, die auf der westlichen Grenze von Advent verläuft, verbindet die Gegend um Camellford mit südwestlicher gelegenen Orten wie Bodmin. Die RAF Davidstow im Westen der Gemeinde wurde als militärischer Flughafen nur von 1942 und 1945 genutzt. Bis heute wird der Flugplätze von Hobbyfliegern angeflogen, mittlerweile steht aber eine museale Nutzung im Vordergrund.

## Bauwerke
Auf dem Gebiet des Civil Parish befinden sich 20 Bauwerke, die auf die Statutory List of Buildings of Special Architectural or Historic Interest aufgenommen wurden. Häufig handelt es sich dabei um historische Bauernhöfe, andere landwirtschaftliche Gebäude oder alte Brücken. Die meisten Gebäude sind als sogenannte Grade II buildings auf der niedrigsten Stufe einsortiert, nur die New Hall Farm westlich des ehemaligen Steinbruchs und das historische Wohnhaus Trethin bei Tresinney sind sogenannte Grade II* buildings. Die historische Hallenkirche Church of St Adwen bei Tresinney steht als Grade I building unter besonderem Schutz. Ferner existieren auf dem Gebiet zehn Scheduled Monuments, darunter einige Steinkreise, Grabhügel oder Überreste prähistorischer Siedlungen.